# Lindera motuoensis
Lindera motuoensis är en lagerväxtart som beskrevs av Hung Pin Tsui. Lindera motuoensis ingår i släktet Lindera och familjen lagerväxter. Inga underarter finns listade i Catalogue of Life.